# سعود بن عبد الرحمن بن جاسم آل ثاني
 سعود بن عبد الرحمن بن جاسم آل ثاني أحد اركان العائلة الحاكمة القطرية، وكان من أهل الرأي في إدارة البلاد ورجع إليه حكم الوكره والجنوب القطري بعد موت أبيه الشيخ عبد الرحمن.
وهو حفيد مؤسس دولة قطر الشيخ جاسم بن محمد آل ثاني والده حامي الركن الجنوبي أمير الوكره الشيخ عبد الرحمن بن جاسم آل ثاني.

## نبذة
ولد في سنة 1897 م وخاض من المعارك حرب الزبارة الثانية سنة 1937 م.
هو الشيخ سعود بن عبد الرحمن بن جاسم آل ثاني وهو من كبار أسرة ال ثاني.

## شعره
وكان شاعرًا، له ديوان مطبوع، ومن قصائده:
اللي يبي العليا لها يبذل أسباب ..
يرقا مصاعبها معا من رقابه
وثانية يبذل حق لدنا والاجناب ..
ويبسط بوجهه عندهم باللبابة
حتاه يلحق منوته بين الأحباب ..
ويشيع ذكره يوم يرضي القرابة
ترى الكرم ماينقص المال بحساب ..
يزيد في العدة ويرفع جنابه
له دوواوين شعر ومن أشهرها ديوان الشيخ والشاعر لسنه 2010م

## أبنائه
- الشيخ محمد بن سعود
- الشيخ عبد الرحمن بن سعود (أول وزير للعدل في قطر)
- الشيخ حمد بن سعود
- الشيخ عبد الله بن سعود
- الشيخ جاسم بن سعود
- الشيخ راشد بن سعود
- الشيخ فالح بن سعود
- الشيخ عبد العزيز بن سعود

## وفاته
توفي في سنة 1973م.